# Egletes
Egletes é um género botânico pertencente à família Asteraceae.